# Premios Ondas Mediterráneas
Los Premios Ones Mediterrània se convocan, desde el año 1995, para reconocer y distinguir los proyectos y las trayectorias de personas y colectivos que destacan en la conservación, la defensa y el conocimiento del medio ambiente y la cultura solidaria.
Este certamen, organizado por Mare Terra Fundació Mediterrània, otorga diferentes reconocimientos y menciones especiales.
El acto de entrega de los Premios Ones Mediterrània reúne cada año en Tarragona a representantes sociales y políticos del país, empresarios, ecologistas, periodistas, ciudadanos de otros muchos sectores y a todos los amigos y amigas de la Mare Terra Fundació Mediterrània.
Desde 1995 a 2023, se han entregado anualmente reconocimientos y menciones a más de 250 personas y colectivos de todo el mundo.

## Premiados
- 2022, Lucha de mujeres afganas, con Khadija Ahmadi, Geety Mayel y Sunita Nasir
- 2022, Gustavo Duch[1]
- 2022, Racing CF Bonavista[2]
- 2022, Environmental Defense Fund - EDF
- 2022, Plataforma Nacional por los Derechos Gitanos
- 2022, Fundación CBD - Hábitat
- 2022, Pilar Requena[3]
- 2022, José Manuel Álvarez "Napi"
- 2022, Centro de Cooperación del Mediterráneo de la UICN
- 2022, Stop Ecocidio[4]
- 2022, Puri Canals[5]
- 2021, Daniel Mordzinski
- 2021, Diario16, fundado y dirigido por Manuel Domínguez[6]
- 2021, Aarón García Peña[7]
- 2021, Rosa Maria Calaf[8]
- 2021, Javier Cremades
- 2021, Asociación de Naturalistas del Sureste (ANSE)
- 2021, Roba Estesa[9]
- 2021, Estrella Damm
- 2021, SEO / Birdlife[10]
- 2021, Ana González y Augusto Krause
- 2021, Manola Brunet
- 2020, Cecilio Tieles[11]
- 2020, Jon Sistiaga[12]
- 2020, Grethel Aguilar[13]
- 2020, Nadia Ghulam[14]
- 2020, Sicus Carbonell
- 2020, Observatorio de las Desapariciones Forzadas de Menores[15]
- 2020, Fundación Global Nature
- 2020, Asociación Deportiva Torreforta - ADT[16]
- 2020, Anillo Verde de la Bahía de Santander (Fundación Naturaleza y Hombre)[17]
- 2020, Ángeles Parra y las Ferias BioCultura[18]
- 2020, José María Galán[19]
- 2020, Municipio de Vilaseca
- 2019, Irene Villa[20]
- 2019, Ignacio Escolar y Raquel Ejerique[21]
- 2019, Lydia Cacho[22]
- 2019, Amparo Sánchez[23]
- 2019, Tarraco Viva[24]
- 2019, María Sánchez[25]
- 2019, Verde Balam
- 2019, The Guernica Group
- 2019, Unidad Agrícola de BASF[26]
- 2019, PACMA[27]
- 2019, Municipio de Cambrils[28]
- 2018, Juan Diego Botto[29]
- 2018, Ana Garrido[30]
- 2018, Miguel Delibes de Castro[31]
- 2018, Patricia López y Carlos Enrique Bayo[32]
- 2018, Pablo Herreros Ubalde
- 2018, Daniel Garibotti[33]
- 2018, ONG Moriah
- 2018, ANPIER[34]
- 2018, Pueblo Huichol
- 2018, Club Rugby Tarragona
- 2018, Municipio de Salou[35]
- 2017, Cristina Almeida[36]
- 2017, Ana Bella
- 2017, El Bosque Habitado[37]
- 2017, Marina Rossell
- 2017, Patricia Campos
- 2017, Mónica López Baltodano[38]
- 2017, Mario Alfagüell[39]
- 2017, José Antonio Labordeta
- 2017, Real Jardín Botánico[40]
- 2017, Consell Municipal de la Discapacitat
- 2017, Nàstic Genuine[41]
- 2017, Municipios de Tarragona y La Canonja
- 2016, Municipio de Reus
- 2016, Aureli Tubilla, Tarragona Handbol Club[42]
- 2016, Gobierno de las Islas Baleares
- 2016, Cabildo de El Hierro[43]
- 2016, Modesto López, Ediciones Pentagrama
- 2016, Fundación Josep Carreras
- 2016, Bodegas Torres
- 2016, Francis Núñez
- 2016, Santiago Cirugeda
- 2016, Carles Francino[44]
- 2016, Carlos de Hita
- 2016, Manolo García[45]
- 2015, Diana Nammi
- 2015, Marcel Mettelsiefen
- 2015, Ángel García Rodríguez
- 2015, Manu San Félix
- 2015, Luis Gonzalo Segura
- 2015, Pius Font i Quer
- 2015, Guillermo Anderson
- 2015, Gerard Descarrega
- 2014, Juan de Dios Ramírez Heredia
- 2014, Gervasio Sánchez
- 2014, Ángel González Quesada
- 2014, Ayuntamiento de Soria y Fundación Oxígeno
- 2013, Víctor J. Hernández[46]
- 2013, Arcadi Oliveres
- 2013, El Jueves
- 2013, Fondaziones Giovanni e Francesca Falcone
- 2012, Mayte Carrasco.[47]
- 2012, Ana María Matute.[48]
- 2012, Manuel Vicent
- 2012, Ramón Folch.[49]
- 2011, Claribel Alegría
- 2011, Theresa Zabell
- 2011, Forges
- 2010, EFEverde de la Agencia EFE.[50]
- 2009, Luis Miguel Domínguez Mencía
- 2009, José Luis Gallego
- 2008, Frei Betto
- 2008, Taviani
- 2008, Fundación Oso Pardo
- 2007, Isidoro Macías
- 2007, Federico Mayor Zaragoza
- 2005, Ernesto Cardenal
- 2005, Félix Rodríguez de la Fuente
- 2004, Joaquín Araújo
- 2002, Programa “La  Excursión” - del programa Hoy por hoy de la Cadena Ser.
- 2001, Sydney Possuelo
- 2001, Antoni Lloret
- 2000, Médicos Sin Fronteras
- 2000, Servicio de Protección de la Naturaleza
- 1999, Cruz Roja Española
- 1999, Revista Quercus
- 1995, Cataluña Radio